# Хавијер Гомез
Франциско Хавијер Гомез Ноја (шп. Francisco Javier Gómez Noya; Базел, 25. март 1983) је шпански спортиста и репрезентативац Шпаније у триатлону. На Олимпијским играма 2012. у Лондону оcвојио је сребрну медаљу, прву медаљу за Шпанију на Олимпијским играма у триатлону. Четири године раније у Пекингу зазузео је четврто место. По три пута је освајао Светско првенство, Светски куп и Европско првенство.